# Antonios Tarabay
 (mai 2014).
Le père Antonios Tarabay (1911-1998), que les Libanais chrétiens appellent affectueusement Bouna Antoun ou Abouna Antoun, était un moine et ermite maronite de l'Ordre libanais marial, réputé par sa sainteté et ses dons prophétiques. Après 31 ans de vie d'ascète au monastère Saint-Élisée (Mar Licha en libanais) situé dans la vallée de Qadisha au nord du Liban, il passa les dernières années de sa vie à l'infirmerie du monastère Christ-Roi à Zouk Mosbeh où il souffrit du rhumatisme et de la maladie de Parkinson. Il attira de son vivant des foules de croyants en quête d'aide spirituelle et d'orientation, même pendant sa maladie. Décédé le 20 juin 1998, il fut enterré près de son ermitage. Son tombeau est vénéré de nos jours et est un site de pèlerinage. Son procès de béatification est en cours dans l’Église catholique. 

## Biographie
Gibrael Youssef Tarabay, de son nom de naissance, est né en 1911 à Ain El Raha, à Tannourine au Liban. Il est né au sein d'une famille maronite pieuse et nombreuse. Ses parents sont Youssef Kanaan Tarabay et Badawiyya Assaad Rached Tarabay. En danger de mort à l'âge de 8 ans, l'enfant fut béni du signe de la croix. Après le décès de ses parents, son oncle Boutros Tarabay veille à son éducation, jusqu'à ce que Gibrael entre au monastère où il prend successivement les noms d'Iklimos, de Boutros puis d'Antonios. 
En novembre 1928, il est reçu dans l'Ordre mariamite maronite (marial). C'est au monastère Notre-Dame de Louaize à Zouk Mosbeh, qu'il reçoit l'habit de novice, et le nom de Frère Iklimos. Le 16 mars 1929, il est envoyé dans un autre monastère. Le 15 novembre de la même année, il termine son noviciat au monastère Saint Élisée à Bcharré. 
Il prononce ses vœux le 1er avril 1930 et prend l'habit des moines maronites. Il est alors appelé Frère Boutros puis Frère Antonios. De 1930 à 1935, il poursuit ses études théologiques et philosophiques à l’École Saint Elias à Shouwaya. 
Frère Antonios devient diacre en 1934. Il est enfin ordonné prêtre l'année suivante, par Mgr Youhanna El Hadj, dans l'église Notre-Dame de Louaize. Il célèbre sa première messe dans la chapelle du monastère Saint Doumit.
De 1935 à 1949, le Père Antonios est nommé conseiller des religieuses des sœurs de Saint-Jean-Baptiste. 

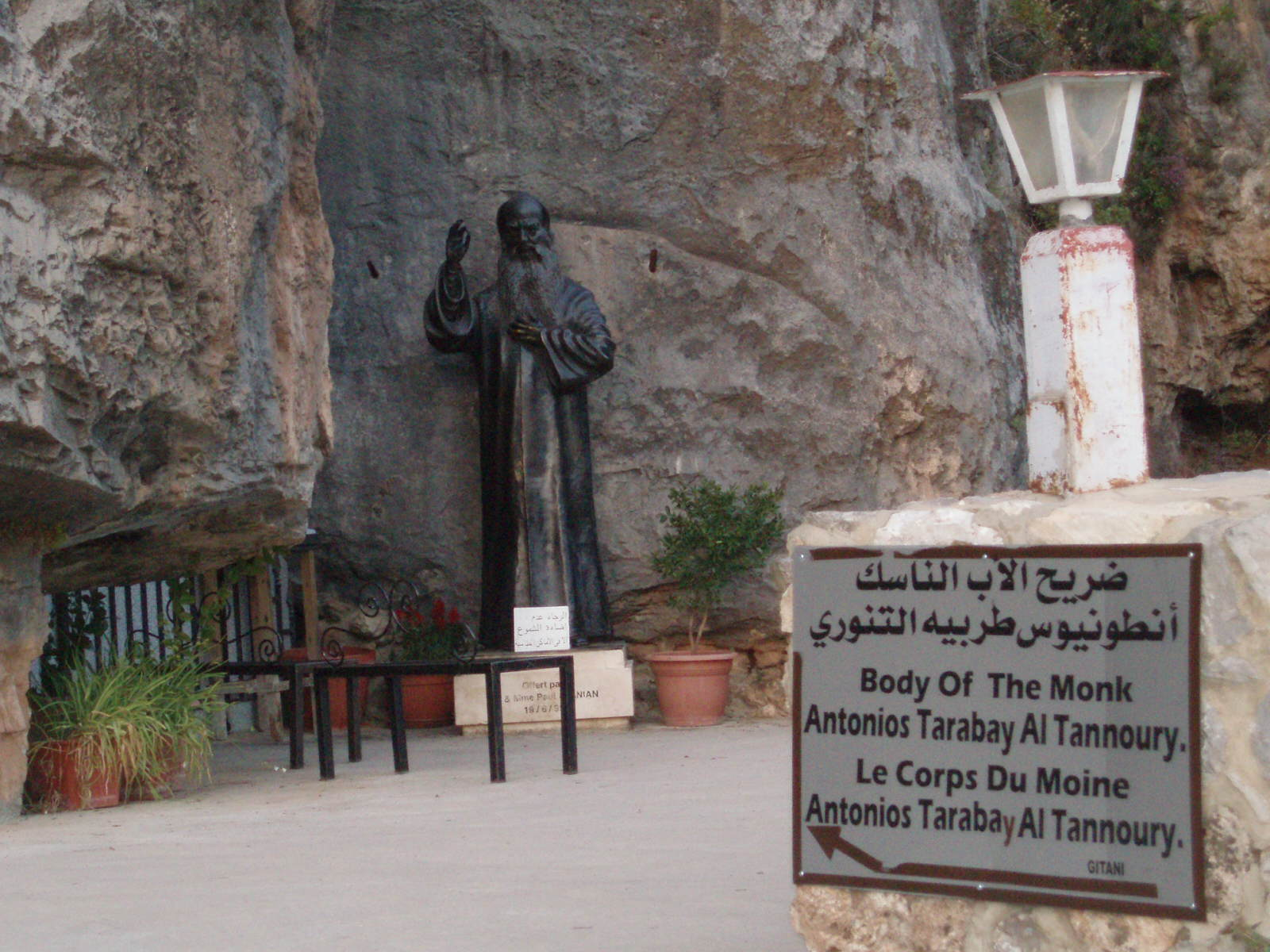
Entrée de la grotte où il est enterré.

De 1949 à 1981, il fait partie de la communauté du monastère Saint-Élisée. Après le décès du Père Antonios Gerges Ghosn, il reçoit l'autorisation de lui succéder dans l'ermitage du vieux monastère, qu'il restaure en utilisant les dons reçus, notamment de sa famille. 
En décembre 1981, il est envoyé à l’infirmerie du Christ-Roi de Zouk Mosbeh à cause de problèmes de santé, pour y suivre un traitement. En 1990, à la fin de la guerre du Liban, il doit quitter l'infirmerie pour des raisons de sécurité. Il y revient dès 1994. 
Le Père Antonios Tarabay meurt le 20 juin 1998 à l'hôpital Saint-Louis de Jounieh. Il est enterré dans la grotte proche du monastère Saint-Élisée où il a passé la plupart de sa vie.

## Béatification
Son procès en béatification a été ouvert en 2009, au titre duquel il est considéré comme « serviteur de Dieu » par l'Église catholique. Le père François Nasr est le promoteur de sa cause. Selon lui, Antonios Tarabay « a vécu en parfaite et complète union avec Jésus-Christ » ; malade pendant vingt-sept ans, « il a supporté de manière héroïque sa situation: il incarne le charisme de notre Ordre, c’est-à-dire une synthèse parfaite entre la vie missionnaire ancrée dans la réalité de tous les jours et la vie mystique faite de renoncement, de prière et de contemplation ».

## Fête
Le serviteur de Dieu Antonios Tarabay est fêté le 20 juin, le jour de sa naissance au ciel.